# Cordless Recordings
Cordless Recordings – wytwórnia muzyczna założona w 2005 roku przez Jaca Holzmana. Cordless jest partnerem Warner Music Group.

## Wykonawcy
Źródło: Oficjalna strona wytwórni Cordless Recordings
- Basshunter[3]
- Aerodrone
- The Blood Arm
- Ysabella Brave
- The Callen Sisters
- Die Mannequin
- Freezepop
- Gliss
- HUMANWINE
- Jupiter One
- Kennedy
- The Notorious MSG
- Plan B
- Throw the Fight